# Тепесала (муниципалитет)
Тепесала (исп. Tepezalá) — муниципалитет в Мексике, штат Агуаскальентес, административный центр — город Тепесала.

## Состав
В 2010 году в состав муниципалитета входило 132 населённых пункта. Крупнейшие из них:
| Русское название          | Испанское название        | Население, 2010 год |
| Всего в муниципалитете    | Всего в муниципалитете    | 19 668              |
| Тепесала                  | Tepezalá                  | 4511                |
| Сан-Антонио               | San Antonio               | 3345                |
| Эль-Чайоте                | El Chayote                | 1817                |
| Карбонерас                | Carboneras                | 1261                |
| Охо-де-Агуа-де-лос-Монтес | Ojo de Agua de los Montes | 934                 |